# Bob Odenkirk
Robert John "Bob" Odenkirk (Berwyn, Illinois, 1962. október 22. –) kétszeres Emmy-díjas amerikai színész, komikus, forgatókönyvíró, rendező és producer.
Legismertebb alakítása Saul Goodman az AMC Breaking Bad – Totál szívás című bűnügyi drámasorozatában, továbbá annak Better Call Saul című spin-offjában. Utóbbival öt alkalommal jelölték Golden Globe-díjra legjobb férfi főszereplő (drámasorozat) kategóriában, emellett hat Primetime Emmy-jelölést is szerzett. Az ő nevéhez fűződik a HBO Mr. Show with Bob and David című szkeccssorozata is, melyet barátjával, David Cross humoristával közösen alkotóként és szereplőként is jegyez.
Az 1980-as és 1990-es évek folyamán Odenkirk forgatókönyvíróként dolgozott a Saturday Night Live és a The Ben Stiller Show című műsorokban, munkásságáért két Primetime Emmy-díjat kapott. Szintén írt a Late Night with Conan O'Brien és a Get a Life programok részére, valamint visszatérő szerepben tűnt fel a The Larry Sanders Showban. A 2000-es években fedezte fel a Tim & Eric humoristapárost, producerként közreműködött a Tom Goes to the Mayor és a Tim and Eric Awesome Show, Great Job! című sorozataikban. Ugyanebben az évtizedben megrendezett három filmet: Melvin Goes to Dinner (2003), Gyerünk a börtönbe! (2006), A gyerekesek (2007). 2015-ben Crosszal és a Mr. Show egykori szereplőivel együtt elkészítették a W/ Bob & David című sorozatot a Netflix számára. A 2017-es Girlfriend's Day című Netflix-filmet íróként, producerként és színészként is jegyzi.
A Breaking Bad és a Better Call Saul sikerét követően szerepeket kapott a Nebraska (2013), A Pentagon titkai (2017) és A Hihetetlen család 2. (2018) című filmekben, illetve a Fargo című televíziós sorozatban. 2021-ben a Senki című akcióthriller főszerepében tűnt fel.

## Élete és pályafutása
Odenkirk az Illinois állambeli Berwinben született, majd Naperville-ben nőtt fel. Egy hétgyermekes családban volt másodszülött. Apja, Walter Henry Odenkirk a nyomdaiparban dolgozott, anyja Barbara Mary Baier volt. Mindkét család ágáról német és ír katolikusok leszármazottja. Apja alkoholizmusa miatt szülei elváltak, Bobot ez motiválta arra egész életében, hogy antialkoholista legyen. Megvetette apját azért, amilyen, és gyűlölte Naperville-t is, mert Isten háta mögötti helynek tartotta. Apja 1986-ban meghalt csontrák következtében. Öccse, Bill humoreszkeket írt.
Tizenhat éves korában otthagyta a középiskolát, mert már nem volt tanköteles, és megszerzett elég kreditet ahhoz, hogy főiskolára mehessen. Először a helyi DuPage Főiskolára jelentkezett, majd a wisconsini Marquette Egyetemre került át egy évet követően, végül a Southern Illinois Egyetemen tanult. Ezekben az években kezdte komikusi pályafutását, az egyetemi WIDB rádióadió műsorvezetőjeként, ahol éjféltől hajnali 4 óráig vezette a The Prime Time Special című humoros műsort. Mikor már csak három kreditje hiányzott volna a diplomához, Chicagóba költözött, és egy helyi főiskolán tette azt le - de akkoriban már inkább az improvizációs komédia érdekelte. Jelentkezett a The Players Workshop nevű impro-humoriskolába, ahol megismerte azt a Robert Smigelt, akivel hosszú munkakapcsolat kötötte össze a jövőben. Fellépett az Improv Olympic társulatnál is, itt ismerkedett össze Chris Farleyval és Tim Meadows-szal.
Gyerekkora óta imádta a Monty Python Repülő Cirkuszát, annak sajátos humora és előadásmódja miatt.

### Saturday Night Live és Mr. Show
1987 és 1991 között a Saturday Night Live írójaként dolgozott Robert Smigel és Conan O'Brien oldalán, 1988-ban ők hárman felléptek Chicagóban a Happy Happy Good Show című műsorral, 1989-ben pedig egyedül a Show-Acting Guy című produkcióval.  1990-ben a Second City Theater-ben lépett fel, és ekkor írta meg Matt Foley, a hiperaktív motivációs tréner figuráját, amit később Chris Farley vitt sikerre a SNL-ban.
Ő maga csak kisebb szerepekben volt látható a műsorban, mint például az 1990-es Bad Idea Jeans reklámparódiában. Utolsó évében Adam Sandler, Chris Rock, Chris Farley és David Spade mellett dolgozott, de az évad végén mégis kilépett, hogy más területeken is kipróbálja magát, mint előadóművész. Los Angelesbe költözött, ahol a Get a Life című vígjátéksorozat írója lett, melynek Chris Elliott volt a főszereplője, majd később a The Dennis Miller Show-n dolgozott.
Barátság fűzte Ben Stillerhez, akivel a SNL idején egy irodán osztoztak, így a kérésére szívesen vállalt szerepet az induló The Ben Stiller Show-ban. Mind író, mind színész volt, és munkájával hozzájárult ahhoz, hogy a műsor Emmy-díjat nyert. Sajnos a műsort elkaszálták, már a díj megnyerésekor. Ezután 1993-1994-ben a Late Night With Conan O'Brien írója lett, emellett megismerkedett David Cross-szal. 1993-ban visszatérő szereplője lett a The Larry Sanders Show-nak, amiben egészen 1998-ig játszott. Filmekben is szerepelt, de egészen kis szerepekben: a Wayne világa 2, A kábelbarát, és hasonló produkciókban bukkant fel. Próbálkozott a stand-uppal is, de hamar abbahagyta, miután megelégelte, hogy ugyanazt a viccet újra el kell sütnie.
Helyette inkább megcsinálta Cross-szal a Mr. Show with Bob and David című műsort az HBO-nak, ami négy évadon át tartott. Számos humorista, aki ekkor még a pályája elején tartott, kapott benne szerepet, mint például Sarah Silverman, Paul F. Tompkins, Jack Black, Tom Kenny, Mary Lynn Rajskub, Brian Posehn és Scott Aukerman. A műsort imádta a kritika és számos díjra jelölték, mégis elmaradt a nagy áttörés, főként azért, mert kábeles csatornán ment, így szélesebb közönséghez nem juthatott el. Miután befejeződött a műsor, Odenkirk és Cross megírták a "Fuss, Ronnie, fuss" című filmet, ami a Mr. Show egyik első évados jelenetéből készült. A flmet azonban a producerek kicsavarták a kezükből, egy sor dolgot megváltoztatva benne, így egyikük se volt elégedett a végeredménnyel.

### A Mr. Show után
Odenkirk számtalan filmben és tévésorozatban felbukkant. Megpróbálkozott saját sorozatok gyártásával, ám sem a The Big Wide World of Carl Laemke, sem a David's Situation nem jutott túl a pilot epizódon. 2003-ban megrendezte a "Melvin Goes to Dinner" című vígjátékot, amiben az egyik szerepet is ő alakította. A film sikeres lett, a South by Southwest filmfesztivál közönségdíját is elnyerte.
2004-ben egy paksaméta részeként kapta meg Tim Heidecker és Eric Wareheim írásait, áttanulmányozásra. Tetszett neki mindkét alkotó egyedi stílusa, összehozta őket, és segített nekik a "Tom Goes to the Mayor" című, félig animációs sorozat bemutatásában az Adult Swim csatornán. Később szerepelt a páros "Tim and Eric Awesome Show, Great Job!" című produkciójában. Kisebb vígjátéksorozatokban kapott epizód- vagy visszatérő szerepet, mint a "Szeretünk Raymond", a "Dr. Katz: Professional Therapist", a "Félig üres", "Az ítélet: család", "Nancy ül a fűben", és az "Így jártam anyátokkal".
Jelentkezett "A hivatal" című sorozatban Michael Scott szerepére, de azt végül Steve Carrell kapta meg. Az utolsó évadban aztán egyfajta gegként eljátszhatott egy philadelphiai menedzsert az egyik epizódban, aki nagyon emlékeztet Michael Scott-ra. 2006-ban megrendezte és szerepelt a "Gyerünk a börtönbe" című filmben, ami túlnyomórészt negatív kritikákat kapott. A következő évben megrendezte "A gyerekesek" című filmet, de az még rosszabb kritikákat kapott.

### Breaking Bad
2009-ben a második évad során csatlakozott a "Breaking Bad - Totál szívás" című sorozat stábjához, mint Saul Goodman, a korrupt ügyvéd. A szerepet annak köszönhette, hogy a sorozat alkotói nagy rajongói voltak a Mr. Show-nak. Eredetileg csak három epizódban szerepelt volna mellékszerepben, de alakítása annyira meggyőző volt, hogy hamarosan főszereplővé lépett elő.
Ez idő alatt elkészítette az Adult Swim számára a "Let's Do This!" című sorozat pilot epizódját - a 2011-ben az internetre is felkerült első részt nem követte újabb. 2012-ben vendégszerepelt a "The Birthday Boys" című komédiaműsorban, melynek producere és alkalmanként rendezője is volt. 2014-ben a Fargo első évadában volt látható Bill Oswalt rendőrfőnök szerepében, ugyanebben az évben a "Tim & Eric's Bedtime Stories" című horrorkomédia-sorozat egyik részében bukkant fel.
Miután befejeződött a Breaking Bad, Odenkirk a filmvásznon is nagyobb szerepeket kezdett el kapni: játszott "A hihetetlen család 2"-ben, a "Kisasszonyok"-ban, "A Pentagon titkai"-ban, "A katasztrófaművész"-ben, és "Az élet habzsolva jó"-ban - utóbbiért díjat is nyert a 2013-as Sundance Filmfesztiválon. A "Nebraska" című filmben való alakításáért a 2013-as cannes-i filmfesztivál Arany Pálma díjára jelölték.

### Better Call Saul és filmes munkái
2015-ben 4+1 epizód erejéig újjáélesztették a Mr. Show-t, ezúttal a Netflixen, "W/ Bob & David" címen. Odenkirk és Cross írták és voltak a producerei, továbbá játszottak is az epizódokban. Ekkor azonban Odenkirk már a Breaking Bad előzményeként szolgáló Better Call Saul sorozat főszereplője volt, amelyben Saul Goodman karakterének kialakulását mutatták be. Ennek a sorozatnak a főszerepén kívül a producere is volt, és 2015-2022 között vetítették.
Közben elkészítette a Netflix számára a "Girlfriend's Day" című filmet 2017-ben, amit részben ő írt, és az egyik főszerepet is ő játszotta, ezzel egy másfél évtizede tervezett projektet megvalósítva. 2020-ban megalapította saját produkciós cégét, a Cal-Gold Pictures-t. 2021-ben új területen próbálta ki magát: a "Senki" című film főszereplőjeként ezúttal akciófilmben szerepelt, melyet jól fogadott a közönség és a kritika is.
2022. április 18-án csillagot kapott a hollywoodi Hírességek Sétányán, közvetlenül Bryan Cranston csillaga mellett.
2023-ban főszerepet kapott az AMC által készített "Lucky Hank" című sorozatban.

## Magánélete
Az 1990-es évek elején a szintén komikus Janeane Garofalóval randevúzott. 1997-ben feleségül vette Naomi Yomtovot, két gyermekük született.
Odenkirk színvakságban szenved, így rendszerint az öltöztetőire bízza, hogy milyen ruhákat vegyen fel a szerepeihez.
2019-ben egykori iskolája, a Southern Illinois Egyetem, tiszteletbeli doktorává avatta.
2021. július 27-én beszállították az egyik albuquerque-i kórházba, miután a Better Call Saul forgatása közben szívrohamot kapott. Három nappal közleményt adott ki arról, hogy hamarosan visszatér, amire végül szeptemberben került sor. Később aztán felfedte, hogy még 2018-ban diagnosztizálták érelmeszesedéssel, aminek következménye lett ez a szívroham. Az is kiderült, hogy a valóságban sokkal súlyosabb volt a helyzet, mint az eredetileg sejteni lehetett: leállt ugyanis a szíve, és szívmasszázsra, valamint defibrillátor alkalmazására is szükség volt. Műtétre is sor került, ennek során két sztentet ültettek be a szívartériákba.
A PBS televíziócsatorna "Finding Your Roots" című műsorában megtudta, hogy a leszármazottja Frigyes Károly Schleswig-Holstein-Sonderburg-Plön-i gróf egyik törvénytelen gyerekének, így III. Károly brit király tizenegyedik unokatestvére.

## Filmográfia

### Film

#### Rendező, író és producer
| Év   | Magyar cím            | Eredeti cím           | Feladatkör        | Feladatkör        | Feladatkör |
| Év   | Magyar cím            | Eredeti cím           | Rendező           | Író               | Producer   |
| ---- | --------------------- | --------------------- | ----------------- | ----------------- | ---------- |
| 2002 | Fuss, Ronnie, fuss!   | Run Ronnie Run!       | Nem               | Igen              | Nem        |
| 2003 |                       | Melvin Goes to Dinner | Igen              | Nem               | Koproducer |
| 2006 | Gyerünk a börtönbe!   | Let's Go to Prison    | Igen              | Nem               | Nem        |
| 2007 | A gyerekesek          | The Brothers Solomon  | Igen              | Nem               | Nem        |
| 2013 | Movie 43: Botrányfilm | Movie 43              | Nincs feltüntetve | Nincs feltüntetve | Nem        |
| 2017 |                       | Girlfriend's Day      | Nem               | Igen              | Igen       |

#### Színész
| Év   | Magyar cím             | Eredeti cím                         | Szerep                             | Magyar hang      |
| ---- | ---------------------- | ----------------------------------- | ---------------------------------- | ---------------- |
| 1993 | Wayne világa 2.        | Wayne's World 2                     | férfi a koncerten                  | Boros Zoltán     |
| 1994 | Tiszta őrület          | Clean Slate                         | rendőr                             |                  |
| 1996 | Vonzások és állatságok | The Truth About Cats & Dogs         | férfi a könyvesboltban             |                  |
| 1996 | A kábelbarát           | The Cable Guy                       | Steven testvére                    |                  |
| 1996 | Guffmanre várva        | Waiting for Guffman                 | csuklyás férfi                     |                  |
| 1997 |                        | Hacks                               | cellatárs                          |                  |
| 1999 |                        | Can't Stop Dancing                  | Simpson                            |                  |
| 2000 |                        | The Independent                     | Figure                             |                  |
| 2001 | Dr. Dolittle 2.        | Dr. Dolittle 2                      | több állat hangja                  |                  |
| 2001 | Talpig majom           | Monkeybone                          | patológiai sebész                  |                  |
| 2002 | Fuss, Ronnie, fuss!    | Run Ronnie Run!                     | Terry Twillstein / egyéb szereplők | Weil Róbert      |
| 2003 |                        | Melvin Goes to Dinner               | Keith                              |                  |
| 2005 |                        | My Big Fat Independent Movie        | Steve                              |                  |
| 2005 |                        | Sarah Silverman: Jesus Is Magic     | menedzser                          |                  |
| 2005 |                        | Cake Boy                            | Darnell Hawk                       |                  |
| 2006 |                        | Danny Roane: First Time Director    | Pete Kesselmen                     |                  |
| 2006 | Sokk a jóból           | Relative Strangers                  | Mitch Clayton                      | Láng Balázs      |
| 2006 | Gyerünk a börtönbe!    | Let's Go to Prison                  | Duane                              | Beratin Gábor    |
| 2007 | A gyerekesek           | The Brothers Solomon                | Jim Treacher                       | Gyurity István   |
| 2007 |                        | Super High Me                       | Bob                                |                  |
| 2009 | Végjáték               | Operation: Endgame                  | császár                            | Juhász György    |
| 2010 |                        | Blood Into Wine                     | francia borász                     |                  |
| 2011 |                        | Son of Morning                      | Fred Charles                       |                  |
| 2011 | Szédületes éjszaka     | Take Me Home Tonight                | Mike                               | nem szólal meg   |
| 2012 |                        | Tim and Eric's Billion Dollar Movie | Schlaaang bemondó                  |                  |
| 2012 |                        | The Giant Mechanical Man            | Mark                               |                  |
| 2013 |                        | Ass Backwards                       | Pageant MC                         |                  |
| 2013 |                        | Dealin' with Idiots                 | Jimbo edző                         |                  |
| 2013 | Az élet habzsolva jó   | The Spectacular Now                 | Dan                                |                  |
| 2013 | Movie 43: Botrányfilm  | Movie 43                            | P.I.                               |                  |
| 2013 | Nebraska               | Nebraska                            | Ross Grant                         | Laklóth Aladár   |
| 2014 |                        | Boulevard                           | Winston                            |                  |
| 2015 |                        | I Am Chris Farley (dokumentumfilm)  | önmaga                             |                  |
| 2015 |                        | Hell and Back                       | Az ördög (hangja)                  |                  |
| 2015 |                        | Freaks of Nature                    | Shooter Parker                     |                  |
| 2017 |                        | Girlfriend's Day                    | Ray                                |                  |
| 2017 | A katasztrófaművész    | The Disaster Artist                 | Stanislavski tanár                 | Rába Roland      |
| 2017 | A katasztrófaművész    | The Disaster Artist                 | Stanislavski tanár                 | Törköly Levente  |
| 2017 | A Pentagon titkai      | The Post                            | Ben Bagdikian                      | Juhász György    |
| 2018 | A Hihetetlen család 2. | Incredibles 2                       | Winston Deavor (hangja)            | Lux Ádám         |
| 2019 | Csekély esély          | Long Shot                           | Chambers elnök                     | Galbenisz Tomasz |
| 2019 | Kisasszonyok           | Little Women                        | Mr. March                          | Rosta Sándor     |
| 2021 | Senki                  | Nobody                              | Hutch Mansell                      | Mihályfi Balázs  |
| 2021 | Gyilkos Halloween      | Halloween Kills                     | Bob Simms                          |                  |
| 2022 | Kifordult életek       | Life Upside Down                    | Jonathan Wigglesworth              |                  |
| 2022 |                        | The People's Joker                  | Bob (hangja)                       |                  |
| 2025 | Senki 2.               | Nobody 2                            | Hutch Mansell                      | Mihályfi Balázs  |

### Televízió

#### Rendező, író és producer
| Év        | Cím                                   | Feladatkör | Feladatkör | Feladatkör | Feladatkör      | Megjegyzések      |
| Év        | Cím                                   | Megalkotó  | Rendező    | Író        | Vezető producer | Megjegyzések      |
| --------- | ------------------------------------- | ---------- | ---------- | ---------- | --------------- | ----------------- |
| 1987–1995 | Saturday Night Live                   | Nem        | Nem        | Igen       | Nem             | 132 epizód        |
| 1991–1992 | Get a Life                            | Nem        | Nem        | Igen       | Nem             | 12 epizód         |
| 1992      | The Dennis Miller Show                | Nem        | Nem        | Igen       | Nem             | 5 epizód          |
| 1992–1995 | The Ben Stiller Show                  | Nem        | Nem        | Igen       | Nem             | 12 epizód         |
| 1993–1994 | Late Night with Conan O'Brien         | Nem        | Nem        | Igen       | Nem             | 226 epizód        |
| 1995–1998 | Mr. Show with Bob and David           | Igen       | Nem        | Igen       | Igen            |                   |
| 1996      | The Dana Carvey Show                  | Nem        | Nem        | Igen       | Nem             | 3 epizód          |
| 1997–2000 | Tenacious D                           | Igen       | Nem        | Igen       | Igen            |                   |
| 2000      | The Near Future                       | Igen       | Igen       | Igen       | Igen            | próbaepizód       |
| 2002      | Next!                                 | Igen       | Nem        | Igen       | Igen            | próbaepizód       |
| 2003      | Highway to Oblivion                   | Nem        | Igen       | Nem        | Nem             | próbaepizód       |
| 2003      | The Big Wide World of Carl Laemke     | Igen       | Nem        | Igen       | Igen            | próbaepizód       |
| 2004–2006 | Tom Goes to the Mayor                 | Nem        | Nem        | Igen       | Igen            |                   |
| 2007      | Derek & Simon                         | Igen       | Igen       | Igen       | Igen            |                   |
| 2007–2010 | Tim and Eric Awesome Show, Great Job! | Nem        | Nem        | Nem        | Nem             | kreatív tanácsadó |
| 2008      | David's Situation                     | Igen       | Igen       | Igen       | Igen            | próbaepizód       |
| 2010      | Check It Out! with Dr. Steve Brule    | Nem        | Nem        | Nem        | Nem             | kreatív tanácsadó |
| 2011      | Let's Do This!                        | Igen       | Igen       | Igen       | Igen            | próbaepizód       |
| 2013–2014 | The Birthday Boys                     | Nem        | Igen       | Igen       | Igen            |                   |
| 2015–2022 | Better Call Saul                      | Nem        | Nem        | Nem        | Nem             | producer          |
| 2015      | W/ Bob & David                        | Igen       | Nem        | Igen       | Igen            |                   |
| 2019–2022 | Hiány (Undone)                        | Nem        | Nem        | Nem        | Nem             | producer          |
| 2023      | Lucky Hank                            | Nem        | Nem        | Nem        | Nem             | producer          |

#### Színész
| Év        | Magyar cím                  | Eredeti cím                                | Szerep                                        | Megjegyzések                                   |
| --------- | --------------------------- | ------------------------------------------ | --------------------------------------------- | ---------------------------------------------- |
| 1987–1995 | Saturday Night Live         | Saturday Night Live                        | több szerep                                   | 13 epizód                                      |
| 1992–1995 |                             | The Ben Stiller Show                       | több szerep                                   | 13 epizód                                      |
| 1993      |                             | The Jackie Thomas Show                     | Elmer                                         | 1 epizód                                       |
| 1993      | Roseanne                    | Roseanne                                   | Jim                                           | 1 epizód                                       |
| 1993–1998 |                             | The Larry Sanders Show                     | Steve Grant                                   | 11 epizód                                      |
| 1994      |                             | Tom                                        | David                                         | 1 epizód                                       |
| 1995–1998 |                             | Mr. Show with Bob and David                | több szerep                                   | 30 epizód                                      |
| 1996      |                             | Dr. Katz, Professional Therapist           | Bob (hangja)                                  | 1 epizód                                       |
| 1996      | Seinfeld                    | Seinfeld                                   | Ben                                           | 1 epizód                                       |
| 1997      |                             | Space Ghost Coast to Coast                 | önmaga                                        | 1 epizód                                       |
| 1997–1998 |                             | NewsRadio                                  | Dr. Smith / Bob                               | 2 epizód                                       |
| 1997–2001 | Szeretünk Raymond           | Everybody Loves Raymond                    | Scott Preman                                  | 2 epizód                                       |
| 1999      | Divatalnokok                | Just Shoot Me!                             | Barry                                         | 1 epizód                                       |
| 1999      | Űrbalekok                   | 3rd Rock from the Sun                      | Gary Parkinson                                | 1 epizód                                       |
| 2000      | Félig üres                  | Curb Your Enthusiasm                       | Gil                                           | - 1 epizód - magyar hangja: - Rubold Ödön      |
| 2001      | Ed                          | Ed                                         | Richie Porter tiszteletes                     | 1 epizód                                       |
| 2001      |                             | The Andy Dick Show                         | Chuck Charles                                 | 1 epizód                                       |
| 2002      |                             | Next!                                      | több szerep                                   | próbaepizód                                    |
| 2003      |                             | Less than Perfect                          | Colin Hunter                                  | 1 epizód                                       |
| 2003      | Futurama                    | Futurama                                   | Chaz (hangja)                                 | 1 epizód                                       |
| 2003      |                             | The Big Wide World of Carl Laemke          | Carl Laemke                                   | próbaepizód                                    |
| 2003      |                             | Slice o' Life                              | ismeretlen szerep                             | próbaepizód                                    |
| 2003      | Az ítélet: család           | Arrested Development                       | Dr. Phil Gunty                                | 1 epizód                                       |
| 2004      | Joey                        | Joey                                       | Brian Michael David Scott                     | 1 epizód                                       |
| 2004      |                             | Aqua Teen Hunger Force                     | Bean Wizard (hangja)                          | 1 epizód                                       |
| 2004–2006 |                             | Tom Goes to the Mayor                      | több szereplő hangja                          | 21 epizód                                      |
| 2005      |                             | Crank Yankers                              | Droopy (hangja)                               | 1 epizód                                       |
| 2006      |                             | Freak Show                                 | több szereplő hangja                          | 2 epizód                                       |
| 2007      |                             | The Sarah Silverman Program                | Mister Wadsworth                              | 1 epizód                                       |
| 2007      |                             | Derek & Simon                              | Vance Hammersly                               | 3 epizód                                       |
| 2007–2010 |                             | Tim and Eric Awesome Show, Great Job!      | több szerep                                   | 25 epizód                                      |
| 2008–2012 | Így jártam anyátokkal       | How I Met Your Mother                      | Arthur Hobbs                                  | 8 epizód                                       |
| 2008      | Nancy ül a fűben            | Weeds                                      | Barry                                         | 1 epizód                                       |
| 2008      |                             | Mike Birbiglia's Secret Public Journal     | Donnie                                        | különkiadás                                    |
| 2009      | Egy kapcsolat szabályai     | Rules of Engagement                        | Mike                                          | 1 epizód                                       |
| 2009      | Amerikai fater              | American Dad!                              | több szereplő hangja                          | 2 epizód                                       |
| 2009      |                             | The Goode Family                           | Brian Kennedy (hangja)                        | 1 epizód                                       |
| 2009      |                             | Glenn Martin DDS                           | Vince a cirkusztulajdonos (hangja)            | 1 epizód                                       |
| 2009–2013 | Breaking Bad – Totál szívás | Breaking Bad                               | Saul Goodman                                  | - 36 epizód - magyar hangja: - Kassai Károly   |
| 2010      | Az élet és Tim              | The Life & Times of Tim                    | több szereplő hangja                          | 2 epizód                                       |
| 2010      | Törtetők                    | Entourage                                  | Ken Austin                                    | 3 epizód                                       |
| 2010      |                             | Team Spitz                                 | Kersey igazgató                               | próbaepizód                                    |
| 2010      | Halálosan komolytalan       | Funny or Die Presents                      | Scott & Behr                                  | 1 epizód                                       |
| 2011      |                             | Let's Do This!                             | Cal                                           | próbaepizód                                    |
| 2011      |                             | Jon Benjamin Has a Van                     | Rocco Janson tiszteletes                      | 1 epizód                                       |
| 2012      |                             | NTSF:SD:SUV::                              | Aaron Sampson                                 | 1 epizód                                       |
| 2012      | Bob burgerfalodája          | Bob's Burgers                              | Chase (hangja)                                | 1 epizód                                       |
| 2012      | A liga                      | The League                                 | Miles Miller                                  | 1 epizód                                       |
| 2012–2016 |                             | Comedy Bang! Bang!                         | több szereplő                                 | 6 epizód                                       |
| 2013      | Office                      | The Office                                 | Mark                                          | 1 epizód                                       |
| 2013      |                             | Ghost Ghirls                               | Frank van Stetten                             | 1 epizód                                       |
| 2013      |                             | Late Night with Jimmy Fallon               | Saul Goodman                                  | 1 epizód                                       |
| 2013–2014 |                             | The Birthday Boys                          | több szerep                                   | 11 epizód                                      |
| 2013–2018 | Tömény történelem           | Drunk History                              | önmaga / Richard Nixon / The Guy / W.C. Minor | 4 epizód                                       |
| 2014      | Fargo                       | Fargo                                      | Bill Oswalt rendőr                            | - 9 epizód - magyar hangja: - Galbenisz Tomasz |
| 2014      |                             | TripTank                                   | Hot Sauce dolgozó (hangja)                    | 1 epizód                                       |
| 2014      |                             | Tim & Eric's Bedtime Stories               | Dr. Stork                                     | 1 epizód                                       |
| 2015      |                             | W/ Bob & David                             | több szerep                                   | 4 epizód                                       |
| 2015–2022 | Better Call Saul            | Better Call Saul                           | Jimmy McGill / Gene Takovic / Saul Goodman    | - főszereplő - magyar hangja: - Kassai Károly  |
| 2017      |                             | Nobodies                                   | önmaga                                        | 1 epizód                                       |
| 2017–2021 |                             | No Activity                                | Greg                                          | 5 epizód                                       |
| 2019–2022 | Hiány                       | Undone                                     | Jacob Winograd                                | főszereplő (16 epizód)                         |
| 2019      | A Simpson család            | The Simpsons                               | maffia ügyvédje (hangja)                      | 1 epizód                                       |
| 2019      | A Kominsky-módszer          | The Kominsky Method                        | Dr. Shenckman                                 | 1 epizód                                       |
| 2020      |                             | Corporate                                  | Black Dog (hangja)                            | 1 epizód                                       |
| 2021      | Anyák gyöngye               | Mom                                        | Hank                                          | 1 epizód                                       |
| 2021      |                             | I Think You Should Leave with Tim Robinson | férfi a vacsorán                              | 1 epizód                                       |
| 2021–2022 | Nagynéném, a partiarc       | Chicago Party Aunt                         | Feather (hangja)                              | - 12 epizód - magyar hangja: - Vida Péter      |
| 2023      | Lucky Hank                  | Lucky Hank                                 | William Henry Devereaux, Jr.                  | főszereplő (8 epizód)                          |
| 2023      | A mackó                     | The Bear                                   | Lee bácsi                                     | 1 epizód                                       |

## Bibliográfia
- Hollywood Said No!: Orphaned Film Scripts, Bastard Scenes, and Abandoned Darlings from the Creators of Mr. Show (2013)
- A Load of Hooey (2014)
- Comedy Comedy Drama Drama (2022) - önéletrajzi kötet
- Zilot & Other Important Rhymes (2023) - lányával, Erin Odenkirkkel közösen jegyzett mű, gyerekeknek szóló versekkel

## Fontosabb díjak és jelölések
| Díj                     | Kategória                               | Év   | Jelölt mű                   | Eredmény |
| ----------------------- | --------------------------------------- | ---- | --------------------------- | -------- |
| Golden Globe-díj        | Legjobb férfi főszereplő (drámasorozat) | 2016 | Better Call Saul            | Jelölve  |
| Golden Globe-díj        | Legjobb férfi főszereplő (drámasorozat) | 2017 | Better Call Saul            | Jelölve  |
| Golden Globe-díj        | Legjobb férfi főszereplő (drámasorozat) | 2018 | Better Call Saul            | Jelölve  |
| Primetime Emmy-díj      | Legjobb forgatókönyv (varieté-sorozat)  | 1989 | Saturday Night Live         | Elnyerte |
| Primetime Emmy-díj      | Legjobb forgatókönyv (varieté-sorozat)  | 1990 | Saturday Night Live         | Jelölve  |
| Primetime Emmy-díj      | Legjobb forgatókönyv (varieté-sorozat)  | 1991 | Saturday Night Live         | Jelölve  |
| Primetime Emmy-díj      | Legjobb forgatókönyv (varieté-sorozat)  | 1993 | The Ben Stiller Show        | Elnyerte |
| Primetime Emmy-díj      | Legjobb forgatókönyv (varieté-sorozat)  | 1998 | Mr. Show with Bob and David | Jelölve  |
| Primetime Emmy-díj      | Legjobb eredeti zene és dalszöveg       | 1998 | Mr. Show with Bob and David | Jelölve  |
| Primetime Emmy-díj      | Legjobb forgatókönyv (varieté-sorozat)  | 1999 | Mr. Show with Bob and David | Jelölve  |
| Primetime Emmy-díj      | Legjobb férfi főszereplő (drámasorozat) | 2015 | Better Call Saul            | Jelölve  |
| Primetime Emmy-díj      | Legjobb televíziós drámasorozat         | 2015 | Better Call Saul            | Jelölve  |
| Primetime Emmy-díj      | Legjobb férfi főszereplő (drámasorozat) | 2016 | Better Call Saul            | Jelölve  |
| Primetime Emmy-díj      | Legjobb televíziós drámasorozat         | 2016 | Better Call Saul            | Jelölve  |
| Primetime Emmy-díj      | Legjobb férfi főszereplő (drámasorozat) | 2017 | Better Call Saul            | Jelölve  |
| Primetime Emmy-díj      | Legjobb televíziós drámasorozat         | 2017 | Better Call Saul            | Jelölve  |
| Screen Actors Guild-díj | Legjobb szereplőgárda (drámasorozat)    | 2012 | Breaking Bad – Totál szívás | Jelölve  |
| Screen Actors Guild-díj | Legjobb szereplőgárda (drámasorozat)    | 2013 | Breaking Bad – Totál szívás | Jelölve  |
| Screen Actors Guild-díj | Legjobb szereplőgárda (drámasorozat)    | 2014 | Breaking Bad – Totál szívás | Elnyerte |
| Screen Actors Guild-díj | Legjobb színész (drámasorozat)          | 2016 | Better Call Saul            | Jelölve  |
| Screen Actors Guild-díj | Legjobb színész (drámasorozat)          | 2018 | Better Call Saul            | Jelölve  |
| Arany Málna díj         | Legrosszabb rendező                     | 2014 | Movie 43: Botrányfilm       | Elnyerte |
| Arany Málna díj         | Legrosszabb forgatókönyv                | 2014 | Movie 43: Botrányfilm       | Elnyerte |
| Arany Málna díj         | Legrosszabb filmes páros                | 2014 | Movie 43: Botrányfilm       | Jelölve  |

## Fordítás
- Ez a szócikk részben vagy egészben  a   Bob Odenkirk című angol Wikipédia-szócikk fordításán alapul.  Az eredeti cikk szerkesztőit annak laptörténete sorolja fel. Ez a jelzés csupán a megfogalmazás eredetét és a szerzői jogokat jelzi, nem szolgál a cikkben szereplő információk forrásmegjelöléseként.